# Mantle Hood
Mantle Hood (24 de junho de 1918 – 31 de julho de 2005, Maryland) foi um etnomusicologista estadunidense. Sua área de estudo foi a música da Indonésia, principalmente o gamelão. Hood foi um dos pioneiros, na década de 1950, de uma nova área de estudo de música, criando na Universidade da Califórnia - Los Angeles, o programa de etnomusicologia.

## Estudos
Graduação - UCLA, 195l
Mestrado em música - UCLA, 1952
Doutorado - Universidade de Amsterdam, 1954
Doutor Honoris Causa em Filosofia - Universidade de Cologne, 2003

## Prêmios e menções honrosas
- 2002 Pela contribuição nas relações Estados Unidos-Indonésia Relationship. The United States-Indonesia Society
- The Charles Seeger Lecture, Austin Texas, SEM, November 20, 1999: “Ethnomusicology’s Bronze Age in Y2K”.

## Principais contribuições
Livros
romances
- The Keepers 1998
- The Celestial Connection 1999
- Just a Stone’s Throw 2000
- The Wisdom Knot 200l
- From Out of the Blue 2002
- Trompin’ the Wraparound 2002

artigos em livros
- “Balinese Gamelan Semar Pegulingan: the Modal System,” To the Four Corners, a Festschrift in Honor of Rose Brandel, edited by Ellen C. Leichtman, Michigan: Harmonie Park Press, 1994, 11-23.
- "Voiceprints in Omani Traditional Music," in a festschrift for J. H. Nketia African Musicology.
- Current Trends, Vol. II, Los Angeles: University of California Press, 1992, 191-244.
- "All Musical Cultures are about Equally Complex."  	(chapter in) More than Drumming.  Westport: Greenwood Press, 1985.
- The Ethnomusicologist.  New Edition. Kent, Ohio: Kent State University Press, 1982; translations complete or in process: Arabic, Chinese, Indonesian, Korean, Polish (1986 -).
- Music of the Roaring Sea.  THE EVOLUTION OF JAVANESE GAMELAN, BOOK I.  Wilhelmshaven: Heinrichshofen, 1980.
- "Music of Indonesia."  (chapter in) Handbuch der Orientalistik.  Leiden: E. J. Brille, 1972.
- McPhee, Colin.  Music in Bali.  Forward and indices by Mantle Hood.  New Haven: Yale University Press, 1966.
- Hood, Mantle.  "Indonesia."  (chapter in) Asia in the Modern World.  Helen G. Mathew, ed. New York: Mentor Books, 1963.
- Javanese Gamelan in the World of Music.  (Gamelan Djawa Dilihat Dari Segi Dunia Musik, Trans. H. Susilo) Jogyakarta: Kedaulatan Rakjat, 1958.

enciclopédias
- Mantle Hood, "Composition and Improvisation," Encyclopedia of Communications, University of Pennsylvania, 1987.
- "Southeast Asia."  The New Grove Dictionary of Music and Musicians, 6th ed.  London: Macmillan, 1980, 20 vols.
- “Bronze drum.”  The New Grove Dictionary of Music and Musicians, 6th ed.  London: Macmillan, 1980, 20 vols.
- "Indonesia."  The New Grove Dictionary of Music and Musicians, 6th ed.  London: Macmillan, 1980, 20 vols.
- "Ethnomusicology."  Harvard Dictionary of Music, 2nd ed.  Cambridge: Harvard University Press, 1969.
- "Pelog."  Harvard Dictionary of Music, 2nd ed.  Cambridge: Harvard University Press, 1969.
- "Slendro."  Harvard Dictionary of Music, 2nd ed. Cambridge: Harvard University Press, 1969.
- "Indonesie.” Encyclopedie de la musique.  Paris: Fosquelle, 1963.
- "Pelog."  Encyclopedie de la musique.  Paris: Fosquelle, 1963.
- "Slendro."  Encyclopedie de la musique.  Paris: Fosquelle, 1963.
- "Music in History, II - The Orient," Home Encyclopedia of Music, Columbia Records, 196l.
- "Balinesische Musik."  Riekmann Musiklexikon.  Reiburg: Briesgau, 1960.
- "Javanische Musik."  Riemann Musiklexikon. Reiburg: Briesgau, 1960.
- "Indonesie."  Encyclopedia van de Muziek. Amsterdam: Elseviers, 1958.
- "Pelog."  Encyclopedia van de Muziek. Amsterdam: Elseviers, 1958.
- "Slendro."  Encyclopedia van de Muziek.  Amsterdam: Elseviers, 1958.

Artigos em jornais e revistas
- “Il Rasa del suono,” Musica/Realta, 53, Luglio, 1997.
- "The Quantum Theory of Music II," World Music Reports, Vol. I, No.l, Center for World Music, 1996; published in Chinese (China News, 1992); published in Croat, 1992.
- “The Quantum Theory of Music (I),” (prepublished and read in ESEM Congress, Berlin, 1990), China News, (published in Chinese), Beijing, 199l; (viz II) in Croat, 1992; Mudra, (in English) Bali, 1996.
- John Blacking Memorial Lecture, “The Musical River 	of Change and Innovation,” European Seminar in Ethnomusicology, pub. By Oideion, Internet, 1995.
- “Angkep-angkepan,” Ndroje balendro, Musiques, terrains et disciplines, Peters, Paris, 1995.
- "Universal Aspects of Javanese Musical Improvisation," Premio Internazionale Latina di Studi Musicali, Camp Internazionale di Musica, Latina, Italy, 1990; also in Chinese translation in Chinese News, Central Academy of Music, Beijing, 1991.

## Método da bi-musicalidade
Mantle Hood explicava a etnomusicologia como sendo o estudo da música "onde for e quando for" (wherever and whenever). Enquanto seu professor escreveu dois volumes sobre a Música em Java sem realmente tocar qualquer música, Hood exigia que seus estudantes aprendessem a tocar a música que estivessem estudando. Ele nomeou este método como bi-musicalidade. Esta forma de abordagem permite, de alguma forma, aprender a música de dentro, experimentando seus desafios técnicos, conceituais e estéticos. O pesquisador é capaz de se socializar com a comunidade sendo estudada e ter melhor acesso aos rituais e apresentações. O termo é uma adaptação do bi-linguismo, da mesma forma que alguem pode falar duas línguas.
Ele também defendia que seus estudantes deveriam falar a língua das culturas estudadas, o que veio a romper a tradição de que os etnomusicólogos falassem apenas francês e alemão.